# Distrito de Rajkot
Rajkot (en guyaratí; રાજકોટ જિલ્લો ) es un distrito de India en el estado de Guyarat . Código ISO: IN.GJ.RA.
Comprende una superficie de 11 203 km².
El centro administrativo es la ciudad de Rajkot.

## Demografía
Según censo 2011 contaba con una población total de 3 799 770 habitantes.